# Cheomseongdae
Il Cheomseongdae (첨성대?, 瞻星臺?, RR Cheomseongdae, McCune-Reischauer Ch'ŏmsŏngdaeLR) è un osservatorio astronomico risalente al VII secolo situato a Gyeongju nella Corea meridionale. Fa parte delle aree storiche di Gyeongju, dichiarate patrimonio dell'Umanità nel 2000.

## Storia
In coreano "Cheomseongdae" significa "torre dell'osservazione delle stelle". Questo edificio fu costruito all'epoca del regno di Silla che aveva capitale a Gyeongju. Secondo il Samguk Yusa la costruzione risale al regno della regina Seondeok (632-647). Perciò il Cheomseongdae è il più antico osservatorio rimasto in Estremo Oriente.

## Descrizione
La torre è larga 5,7 metri alla base ed è alta 9,4 metri. È costruita con 362 (o 366) blocchi di granito sagomato, disposti su 27 strati circolari, sormontati da una struttura quadrata. L'interno è riempito con terra fino al livello della finestra.